# King Christian Island
King Christian Island är en ö i Kanada.   Den ligger i territoriet Nunavut, i den norra delen av landet, 3 800 km nordväst om huvudstaden Ottawa. Arean är 645 kvadratkilometer.
Terrängen på King Christian Island är platt. Öns högsta punkt är 153 meter över havet. Den sträcker sig 26,0 kilometer i nord-sydlig riktning, och 38,1 kilometer i öst-västlig riktning.
Trakten runt King Christian Island består i huvudsak av gräsmarker. Trakten runt King Christian Island är nära nog obefolkad, med mindre än två invånare per kvadratkilometer.